# Российская партия коммунистов
Российская партия коммунистов (другое название — Революционная партия коммунистов, РПК) — российская коммунистическая партия, существовавшая с 1991 по 2001 годы. В 2001 году в результате слияния с РКРП стала частью объединённой РКРП-РПК.

## История
Российская партия коммунистов была создана 14 декабря 1991 года на базе Марксистской платформы в КПСС. Органом партии стала газета «Мысль» (с 2001 года — издание РКРП-РПК).
Российская партия коммунистов была зарегистрирована в Министерстве Юстиции РФ 19 марта 1992 года.
В июле 1993 года РПК вступила во Фронт национального спасения (ФНС), а глава партии Анатолий Крючков вошёл в Политсовет ФНС. Партия участвовала в попытке смены власти в Москве и событиях у Белого дома.

Логотип Региональной партии коммунистов

В 1999 году происходит формальное разделение московской и ленинградской организаций РПК. Российская партия коммунистов не прошла в срок до 1 июля 1999 года перерегистрацию и в соответствии с требованиями Федерального закона «Об общественных объединениях» утратила статус всероссийской организации. По решению Ленинградской организации РПК в Управление юстиции Санкт-Петербурга были представлены документы на регистрацию Региональной партии коммунистов, которая была зарегистрирована 6 июля 1999 года. Региональная партия коммунистов откололась от Российской партии коммунистов и продолжила своё существование в качестве самостоятельной политической организации.
В конце 1990-х Российская партия коммунистов сменила своё название на «Революционная партия коммунистов».
27 октября 2001 года на объединительном съезде в результате слияния Российской Коммунистической рабочей партии (учреждена 23 ноября 1991 года) и Революционной партии коммунистов была создана объединённая РКРП-РПК; как самостоятельная организация РПК своё существование прекратила.

## Лидеры
Основным лидером РПК был Анатолий Викторович Крючков (1944—2005). С 15 декабря 1991 года он занимал должность заместителя председателя Политсовета Центрального исполнительного комитета РПК. В тот момент он отказался от должности председателя, которая осталась вакантной. 15 мая 1992 года Крючков был избран председателем Политсовета ЦИК, занимая эту должность вплоть до объединения с РКРП 28 октября 2001 года. В объединённой организации он занимал пост секретаря ЦК РКРП-РПК.
Главой отделившейся ленинградской организации РПК — Региональной партии коммунистов является Владимир Матвеевич Соловейчик.